# Explosió Armeria El Gato en Alacant
L'explosió de l'armeria «El Gato» de la ciutat d'Alacant va esdevindre's el 31 de juliol de 1943. Va ocasionar 17 víctimes mortals i 123 ferits.

## Crònica del succés
Era dissabte, l'últim dia del calorós mes de juliol de 1943, i a les 11 del matí, amb la gent caminant pels carrers del centre turístic de la ciutat o gaudint en la pròxima platja del Postiguet, es va sentir un baluern horrorós com a preludi de la tragèdia que s'havia desencadenat. L'armeria propietat d'Alfredo Llopis, que estava situada al número 30 del cèntric carrer Rafael Altamira, cantonada amb el carrer Capità Meca (en l'actualitat "María Josefa Ágreda y Muñoz"), i a prop de l'Ajuntament d'Alacant havia explosionat per un incendi ocorregut a l'interior de la botiga per causes desconegudes.
Van morir 17 persones en total. Eren tant vianants —com el xiquet Artiaga— com residents de la zona —perquè també tenien una botiga prop, com els tres germans Carbonell, o perquè eren funcionaris de l'Ajuntament, que van resultar ferits i, alguns, van morir dies després. Entre aquests últims, convé destacar el 2n cap de la Policia Local Miguel González Ortiz per la seva conducta exemplar: va morir a conseqüència dels seus actes en servei després de l'explosió.
Les tasques de desenrunament van ser dirigides per l'arquitecte Félix de Azúa y Gruart, el tècnic municipal vinculat al centre de la ciutat.
Els familiars dels morts van ser indemnitzats, així com els 123 ferits i els afectats en els seus béns o drets, mitjançant la comissió pro damnificats constituïda a aquest efecte i presidida per l'alcalde Román Bono Marín, amb el regidor Manuel Montesinos Gómiz com a secretari. En total, es va disposar de 380.014 pessetes i 58 cèntims, inclosos els donatius efectuats per particulars, entitats privades com el Reial Club de Regates d'Alacant o el Casino i entitats públiques com ajuntaments de tota la província, col·legis professionals, la Fàbrica de Tabacs o la Cambra de Comerç. També es van rebre donatius en espècie o servicis, mostra de la solidaritat de les empreses alacantines.

### Conseqüències urbanístiques per a l'entorn
Entre les conseqüències immediates, cal considerar que l'edifici que allotjava l'armeria va desaparèixer, convertit en una massa de runes; els contigus —seriosament afectats— van haver de ser derruïts, igual que els edificis pròxims, començant pel que albergava l'Audiència Provincial d'Alacant des de finals de 1885 (originalment seu del Reial Consolat del Mar, del segle xviii) i la seua línia contigua d'edificis amb porxades —entre els quals hi havia la Casa Bojoni dels hereus de la comtessa d'Almodóvar (núm. 9) o el d'un antic alcalde d'Alacant, Ramón Campos Puig (núm. 10)— amb façana posterior al carrer anomenat aleshores Capità Meca. Millor sort va tindre l'edifici d'enfront de l'armeria, la Casa Juan, que fou de la família paterna de l'insigne Jordi Juan i Santacília, i la seua contigua, la Casa Ansaldo de Balbina Gómiz, filla i mare d'alcaldes, que sí que van poder ser reconstruïdes malgrat els danys. L'explosió també va afectar lleument la façana del Palau de l'Ajuntament i, amb major gravetat, la torre del rellotge, així com edificis particulars dins d'un arc traçat des de la Rambla de Méndez Núñez fins al convent de les Monges de la Sang, passant per la cocatedral de Sant Nicolau de Bari; en menor mesura, també va quedar afectada la zona posterior a l'armeria en direcció al carrer de Sant Ferran i l'esplanada d'Espanya.
A més a més, va propiciar que els tècnics municipals plantejaren una reordenació de la plaça de l'Ajuntament (aleshores del 18 de Juliol), que va passar de tindre planta triangular a tenir-la quadrangular; també va desaparèixer l'antic carreró de Roger, integrat sobretot en un nou edifici que fou de la Cambra de Comerç durant quasi seixanta anys, i es va traçar el nou passatge del Canonge Cilleros al costat de l'actual Audiència Provincial.

#### El projecte definitiu de la nova plaça de l'Ajuntament
El projecte d'ordenació que va guanyar el concurs d'àmbit espanyol fou aprovat per l'Ajuntament presidit per Bono l'agost de 1944 i realitzat pels arquitectes Miguel López González —tècnic municipal— i Manuel Muñoz Monasterio, però amb modificacions. L'únic edifici de la nova plaça que va quedar fora d'aqueix projecte fou la Casa Ansaldo, la reconstrucció de la qual fou encarregada pels hereus propietaris a l'arquitecte Juan Vidal i Ramos, qui va finalitzar el 1952; aquest edifici, amb la reordenació, va deixar de ser el número 1 de la plaça de l'Ajuntament per a convertir-se en el 19 del carrer de Rafael Altamira. La realització completa del pla va culminar el 1960 durant el mandat d'Agatángelo Soler Llorca (també damnificat), encara que poc després es va ampliar el Consistori mitjançant l'adquisició de l'edifici confrontant a la torre del rellotge: el palauet del comte de Casa Rojas (títol provinent d'Andalusia entroncat amb famílies alacantines) —lamentablement derruït—, on es va construir un edifici d'oficines d'acord amb l'estil definit per a la nova plaça.